# Gornji Križ
Gornji Križ je naselje u slovenskoj Općini Žužemberku. Gornji Križ se nalazi u pokrajini Dolenjskoj i statističkoj regiji Jugoistočnoj Sloveniji. 

## Stanovništvo
Prema popisu stanovništva iz 2002. godine naselje je imalo 41 stanovnika.